# Liste der Kulturdenkmale in Rumohr
In der Liste der Kulturdenkmale in Rumohr sind alle Kulturdenkmale der schleswig-holsteinischen Gemeinde Rumohr (Kreis Rendsburg-Eckernförde) und ihrer Ortsteile aufgelistet (Stand: 10. März 2025).

## Legende
In den Spalten befinden sich folgende Informationen:
- Objekt-ID: die Nummer des Kulturdenkmales
- Lage: die Adresse des Kulturdenkmales und die geographischen Koordinaten. Kartenansicht, um Koordinaten zu setzen. In der Kartenansicht sind Kulturdenkmale ohne Koordinaten mit einem roten Marker dargestellt und können in der Karte gesetzt werden. Kulturdenkmale ohne Bild sind mit einem blauen Marker gekennzeichnet, Kulturdenkmale mit Bild mit einem grünen Marker.
- Offizielle Bezeichnung: Bezeichnung des Kulturdenkmales
- Beschreibung: die Beschreibung des Kulturdenkmales
- Bild: ein Bild des Kulturdenkmales

## Bauliche Anlagen
| Objekt-ID | Lage                                              | Offizielle Bezeichnung           | Beschreibung | Bild |
| --------- | ------------------------------------------------- | -------------------------------- | --- | ---- |
| 28960     | Hamburger Landstraße (54° 14′ 32″ N, 10° 2′ 2″ O) | Teilstück Kiel-Altonaer Chaussee | Teilstück Kiel-Altonaer Chaussee; 1830–33; anschaulich erhaltener Abschnitt der ehemaligen Kiel-Altonaer Chaussee mit historischem Granit-Kleinpflaster von 1924 - Begründung: geschichtlich, Kulturlandschaft prägend - Schutzumfang: gesamtes Objekt - Denkmaltyp: Bauliche Anlage                         | BW   |
| 50963     | Hamburger Landstraße (54° 14′ 36″ N, 10° 2′ 8″ O) | Granitquaderbrücke               | Granitquaderbrücke; 1831; einbogiges Durchlassbauwerk der ehemaligen Kiel-Altonaer Chaussee über dem Scheidegraben bei Rotenhahn, Schlussstein mit dem Monogramm des Königs Frederik VI. - Begründung: geschichtlich, Kulturlandschaft prägend - Schutzumfang: gesamtes Objekt - Denkmaltyp: Bauliche Anlage | BW   |

## Quelle
- Liste der Kulturdenkmale in Schleswig-Holstein – Kreis Rendsburg-Eckernförde